# Immunglobulin Y
Immunglobulin Y, abgekürzt IgY, ist eine Klasse von Immunglobulin-Molekülen, die im Serum von Hühnern und, in hohen Konzentrationen, insbesondere im Eigelb von Hühnereiern enthalten sind. Wie bei den anderen Immunglobulinen handelt es sich auch bei IgY um Proteine, die vom Immunsystem als Reaktion auf bestimmte Fremdstrukturen gebildet werden und diese spezifisch erkennen.

## Eigenschaften
Immunglobulin Y ist in Hühnern das funktionelle Äquivalent zu IgG und ist wie dieses aus zwei leichten und zwei schweren Ketten aufgebaut. Strukturell unterscheiden sich beide Immunglobulinklassen vor allem in den schweren Ketten, die bei IgY eine Molekülmasse von etwa 65,1 Kilodalton haben und damit größer sind als bei IgG. Die leichten Ketten von IgY sind mit einer molaren Masse von etwa 18,7 Kilodalton etwas kleiner im Vergleich zu IgG. Die molare Masse von IgY beträgt damit etwa 167 Kilodalton. Die sterische Flexibilität des IgY-Moleküls ist geringer als die von IgG.
Funktionell ist IgY sowohl teilweise mit IgE als auch mit IgG vergleichbar. IgY bindet jedoch im Gegensatz zu IgG nicht an Protein A beziehungsweise Protein G und auch nicht an zelluläre Fc-Rezeptoren. Darüber hinaus aktiviert IgY nicht das Komplementsystem. Der Name Immunglobulin Y wurde 1969 von G.A. Leslie und L.W. Clem vorgeschlagen, nachdem sie Unterschiede zwischen den in Hühnereiern gefundenen Immunglobulinen und Immunglobulin G zeigen konnten. Andere synonyme Namen sind Chicken IgG, Egg Yolk IgG oder 7S-IgG.

## Bioanalytische Anwendungen
Für die gezielte Gewinnung von Antikörpern und deren Verwendung in der Bioanalytik bietet IgY verschiedene Vorteile gegenüber der Verwendung von Säugetier-Antikörpern. Da die Antikörper aus dem Eigelb gelegter Eier gewonnen werden, handelt es sich um eine nicht-invasive Methode der Antikörperproduktion. Den Tieren muss also kein Blut zur Gewinnung von Blutserum entnommen werden. Durch die wiederholte Eiablage vom gleichen Huhn steigt die verfügbare Menge eines bestimmten Antikörpers erheblich. Auch die Kreuzreaktivität mit Proteinen von Säugetieren ist deutlich geringer als die von IgG. Darüber hinaus ist die Immunantwort gegen bestimmte Antigene in Hühnern stärker ausgeprägt als in Kaninchen oder anderen Säugetieren. Da von den während der Immunantwort entstehenden Immunglobulinen nur IgY in Hühnereiern zu finden ist, sind in entsprechenden Präparationen keine Verunreinigungen mit IgA oder IgM enthalten. Die Ausbeute an IgY aus einem Hühnerei ist vergleichbar mit der an IgG aus Kaninchenserum.
Ein Nachteil von IgY im Vergleich zu Säugetier-Antikörpern ist, dass die Aufreinigung aus dem Eigelb schwieriger ist als die von IgG aus Blutserum. Dies ist zum großen Teil darauf zurückzuführen, dass IgY nicht durch Protein A und Protein G gebunden werden kann. So kann es von anderen Bestandteilen der Probe, zum Beispiel weiteren Proteinen, mit Hilfe dieser beiden Substanzen nicht getrennt werden kann. Hinzu kommt, dass vor der Benutzung die reichhaltig vorhandenen Lipide und Lipoproteine des Eigelbs entfernt werden müssen. Antikörperhaltige Blutseren können hingegen zum Teil direkt, also ohne komplizierte Aufreinigungsschritte, in der Bioanalytik eingesetzt werden.

## Anwendung in Lebensmitteln
IgY wird insbesondere in asiatischen Ländern wie Japan als Bestandteil von Lebensmitteln eingesetzt. So werden dort zum Beispiel Joghurtprodukte vertrieben, die spezifisches IgY enthalten. Dieses verhindert das Anheften von Bakterien der Art Helicobacter pylori im Magen. Das hierzu verwendete IgY wird aus den Eiern von immunisierten Hühnern gewonnen. Antikörper werden so auch gegen Salmonellen und andere Bakterien, aber auch gegen Viren produziert und als Bestandteil der Nahrung zum Schutz gegen diese Krankheitserreger eingesetzt.